# Jakov Alekszandrovics Protazanov
Jakov Alekszandrovics Protazanov (oroszul: Яков Александрович Протазанов; Moszkva, 1881. február 4. – Moszkva, 1945. augusztus 8.) orosz, szovjet forgatókönyvíró, filmrendező. Az egyetlen jelentős orosz filmrendező, aki az 1920-as évek emigrációjából hazatért és a Szovjetunióban is élete végéig a szakmában dolgozott.

## Életpályája
1900-ban elvégezte a kereskedelmi iskolát és műszaki főiskolán készült tovább tanulni, de időközben a család tönkrement. Alkalmi állást vállalt, majd nagynénje után kisebb örökséghez jutott, ebből 1904–1906-ban utazásokat tett Európa országaiban. 1907-ben az egyik első moszkvai filmgyártó cég, az olasz Gloria tolmácsa lett, ahol színészi, filmírói szerepkörben is kipróbálhatta magát. Ekkor még egyszerűen a nyílt udvaron, kötélre lógatott festett díszletek előtt dolgoztak. 1911-ben feleségül vette a cég egyik alapítójának testvérét. A társaság hamarosan beolvadt a német tulajdonú Thiemann-Reinhardt cégbe, ahol Protazanov afféle mindenesként dolgozott, végül rendezésre is kapott lehetőséget. 
A cég ún. Arany-sorozatának szentimentális filmjeit nagyrészt ő rendezte, lényegében ekkor tanulta ki a szakmát. Filmjei alapanyagául gyakran választott népszerű irodalmi alkotásokat. A kor egyik legnagyobb kasszasikerét aratta (társrendezőként) A boldogság kulcsa (1913) című kétrészes filmmel, melyet Anasztaszija Verbickaja divatos regényéből forgattak. Nevéhez fűződik az egyik első orosz filmbotrány is: A nagy öreg távozása (1912) Lev Tolsztoj utolsó napjait kívánta bemutatni, de a Tolsztoj család követelésére forgalmazását betiltották (külföldön a filmet sikerrel vetítették). 
A Vlagyimir Gargyinnal közösen forgatott Háború és béke ismét nagy siker volt. 
A világháború és a németellenes hangulat miatt a Thiemann-Reinhardt cég helyzete megingott (1916-ban meg is szűnt), és Protazanov 1915-ben átment I. N. Jermoljev filmvállalatához. Megfeszített erővel forgatott melodrámákat, bűnügyi történeteket vagy irodalmi adaptációkat, hiszen a cég elvárta, hogy havonta legalább egy új filmet bemutasson. Velük készült – szintén Tolsztoj műve alapján – az emigráció előtti időszakának kiemelkedő filmje, a Szergij atya, Mozzsuhinnal a címszerepben.
1918-ban a Jermoljev-stúdió személyzetével Moszkvából délre menekült, majd 1920-ban velük együtt elhagyta Oroszországot: Odesszából előbb Konstantinápolyba, majd nyáron Párizsba érkezett. 
Külföldön is több munkája készült, francia írók műveit vitte filmre (Émil Zola: Egy szerelmes éjszakáért; Paul Bourget: A halál értelme). 1923-ban többekkel együtt Protazanov is felszólítást kapott, hogy térjen haza önkéntes száműzetéséből. Ősszel érkezett Moszkvába és attól kezdve a szovjet Mezsrabpomfilm (későbbi nevén Szojuzgyetfilm, vagyis a gyermekfilm stúdió) munkatársaként dolgozott.
Hazatérése után forgatott első filmje (Aelita, 1924) az emigrációból szintén akkor hazatért Alekszej Tolsztoj tudományos-fantasztikus regényének adaptációja. A konstruktivista díszletek előtt , részben a Marson játszódó történet nem nagyon tetszett a nézőknek. Sikert arattak viszont későbbi némafilmjei; ezek részben szatirikus komédiák, (A torzsoki szabó, A hárommilliós pör, Szent Jürgen ünnepe), részben a közelmúltban játszódó filmdrámák (A negyvenegyedik és a Fehér sas). Az utóbbi filmben vállalta élete egyetlen filmszerepét az orosz színpad nagy színésze, Vaszilij Kacsalov, és szerepelt benne a színházi rendező, Vszevolod Mejerhold is. 
A hangos film korszakában, tizennégy év alatt Protazanov összesen hét filmet forgatott. Közülük az első még ismerkedés volt a hang kínálta új módszerekkel (Tommi, 1930) – de „ez a mindig intelligens rendező elkerülte az »adaptált színdarab« buktatóit” –, az utolsó pedig a világháború miatt Tádzsikisztánba evakuált studió produkciója, A csendháborító (eredeti orosz címének fordítása: Naszreddin Buharában), a rendező egyik legjobb vígjátéka. Hangos filmjei közül kiemelkedik Alekszandr Osztrovszkij színművének adaptációja, a Hozomány nélküli menyasszony.

## Szerepe a filmtörténetben
Protazanov a hagyományos alkotói módszer és ízlés képviselője volt (vagy csak ekként könyvelték el) az 1945 előtti orosz, szovjet filmművészetben. Egy olyan időszakban, amikor a hagyományt általában megtagadni vagy „meghaladni” igyekeztek, mind az ún. "proletár" művészet, mind a formai avantgárd képviselői részéről egyfajta lenézéssel figyelték. Tény, hogy nem tartozott a filmnyelv nagy megújítói közé. De „hagyományőrzése” sem volt teljesen egyértelmű. A némafilm korszakának végén az orosz rendezők már többnyire a kipróbált sémákat alkalmazták „Csak a legrégibb gyakorló rendező volt az, aki nem hagyta magát elcsábítani a régi jó, kipróbált eszközök által. Protazanov utolsó némafilmjei közül mindegyik kísérlet volt a maga nyugodt, szelid módján.”
Korai filmjeinek jelentős része elveszett, későbbi filmjeit ritkán vetítették. Mégis bizonyos, hogy az orosz, szovjet néma film és korai hangos film történetének kiemelkedő alkotója volt.

## Filmrendezői munkái
- 1909 – A bahcsiszeráji szökőkút (Бахчисарайский фонтан) – (Puskin nyomán)
- 1910 – Májusi éjszaka (Майская ночь, или Утопленница) (V. Krivcovval közös rendezés, Gogol elbeszélése nyomán)
- 1910 – Первый винокур (V. Krivcovval közösen)
- 1911 – A börtönviselt dala (Песнь каторжанина)
- 1912 – Dal a bölcs Olegről (Песнь о вещем Олеге)
- 1912 – Anfisza (Анфиса)
- 1912 – Leszögezve (Пригвождённый)
- 1912 – A nagy öreg távozása – Tolsztoj élete (Уход великого старца) (Je. Tyimannal közös rendezés)
- 1913 – Az orosz zászló becsületéért (За честь русского знамени)
- 1913 – Как рыдала душа ребенка
- 1913 – Как хороши, как свежи были розы… – (Turgenyev alapján)
- 1913 – Клеймо прошедших наслаждений
- 1913 – A boldogság kulcsa (két rész) (Ключи счастья) (V. R. Gargyinnal közös rendezés)
- 1913 – Купленный муж
- 1913 – Zenei pillanat (Музыкальный момент)
- 1913 – Chopin nocturne (Ноктюрн Шопена)
- 1913 – О чём рыдала скрипка
- 1913 – Один насладился, другой расплатился
- 1913 – Разбитая ваза
- 1913 – Рукою матери
- 1913 – Сделайте ваше одолжение
- 1913 – A hóhér fia (Сын палача)
- 1913 – Любовь японки
- 1914 – A bosszú arénája (Арена мести)
- 1914 – Блюститель нравственности
- 1914 – Dionizosz haragja (Гнев Диониса)
- 1914 – Dráma a telefonnál (Драма у телефона)
- 1914 – Ördög (Дьявол) (Lev Tolsztoj nyomán)
- 1914 – Karácsonyfa (Ёлка) (A kis gyufaáruslány)
- 1914 – Женщина захочет – чёрта обморочит
- 1914 – Живой манекен
- 1914 – Bölcsességfog (Зуб мудрости)
- 1914 – A háború arca (Лицо войны)
- 1914 – Az élet mellett (Мимо жизни)
- 1914 – A vádlottak padján (На скамье подсудимых)
- 1914 – Обезьянка выручила
- 1914 – Пляска среди мечей
- 1914 – Botrányos műremek (Произведение искусства) – (rövid játékfilm, Csehov nyomán)
- 1914 – Karácsony a lövészárokban (Рождество в окопах)
- 1914 – Tango (Танго)
- 1914 – Tánc a vámpírral (Танец с вампиром)
- 1915 – Háború és béke (Война и мир) (V. R. Gargyinnal közös rendezés)
- 1915 – A küldött (Депутат)
- 1915 – Moszkva külvárosában (На окраинах Москвы)
- 1915 – Natasa Proszkurova (Наташа Проскурова)
- 1915 – Не подходите к ней с вопросами
- 1915 – Nyikolaj Sztavrogin (Николай Ставрогин, «Бесы»)
- 1915 – Pétervári nyomortanyák (Петербургские трущобы) – (Kresztovszkij regénye nyomán)
- 1915 – Plebejus / Júlia kisasszony (Плебей) – (August Strindberg nyomán)
- 1915 – A nyizsegorodi vásár titka (Тайна нижегородской ярмарки)
- 1915 – Sirály (Чайка)
- 1915 – Én és a lelkiismeretem (Я и моя совесть)
- 1916 – Lefelé a Volga-anyácskán (Вниз по матушке, по Волге)
- 1916 – Bűn (Грех) (G. Azagarovval közösen)
- 1916 – A bűn hatalmában (Во власти греха) (a Bűn 2-3. része)
- 1916 – Asszony a tőrrel (Женщина с кинжалом)
- 1916 – Запрягу я тройку борзых, темнокарих лошадей
- 1916 – И песнь осталась недопетой
- 1916 – Не пожелай жены ближнего твоего
- 1916 – Mery asszony (Панна Мэри) – (K. Tetmajer nyomán)
- 1916 – Pique Dame (Пиковая дама) – (Puskin nyomán)
- 1916 – Haláltánc (Пляска смерти)
- 1916 – Подайте, Христа ради, ей
- 1916 – Család boldogság (Семейное счастье) – (Lev Tolsztoj nyomán)
- 1916 – Суд божий
- 1916 – Так безумно, так страстно хотелось ей счастья
- 1916 – Taszja (Тася)
- 1917 – Andrej Kozsuhov (Андрей Кожухов)
- 1917 – Её влекло бушующее море (rövidfilm)
- 1917 – Keresztút (Крестный путь)
- 1917 – Не надо крови
- 1917 – Megátkozott milliók (Проклятые миллионы)
- 1917 – Az ügyész (Прокурор)
- 1917 – A diadalmas sátán (Сатана ликующий)
- 1917 – Богатырь духа
- 1918 – Горничная Дженни
- 1918 – Ella kicsikéi (Малютка Элли) – (Maupassant nyomán)
- 1918 – Немой страж
- 1918 – Szergij atya (Отец Сергий) (Alekszandr Volkovval közös rendezés)
- 1918 – Ember a rácsoknál (Человек у решетки)
- 1918 – Fekete csapat (Чёрная стая)
- 1919 – Asszonyok golgotája (Голгофа женщины) (rövidfilm)
- 1919 – Правда
- 1919 – Királynők titka (Тайна королевы) (rövidfilm)
- 1919 – То надежда, то ревность слепая (rövidfilm)

Külföldön készített filmek
- 1920 – L'Angoissante aventure (Szörnyű kaland; oroszul: Страшное приключение) (Franciaországban)
- 1921 – Pour une nuit d'amour (Egy szerelmes éjszakáért; oroszul: За ночь любви) (Franciaországban)
- 1921 – Justice d’abord (Legelőször is: igazság; oroszul: Правосудие прежде всего) (Franciaországban)
- 1921 – Le Sens de la mort (A halál értelme; oroszul: Смысл смерти) (Franciaországban)
- 1922 – L'Ombre du péché (A bűn árnyéka; oroszul: Тень греха) (Franciaországban)
- 1923 – Der Liebe Pilgerfahrt (Szerelmes zarándoklat; oroszul: Паломничество любви) (Németországban)

A Szovjetunióban készített némafilmek
- 1923 – Член парламента
- 1924 – Aelita (Аэлита)  – Alekszej Tolsztoj regényéből
- 1925 – Az ő hívása (Его призыв, «23 января»)
- 1925 – A torzsoki szabó (Закройщик из Торжка )
- 1926 – Per a hárommillióért (Процесс о трех миллионах)
- 1927 – Don Diego és Pelageja (Дон Диего и Пелагея)
- 1927 – A negyvenegyedik (Сорок первый) (Borisz Lavrenyov elbeszéléséből)
- 1927 – Ember az étteremből (Человек из ресторана)
- 1928 – Fehér sas / A kormányzó (Белый орёл) – (Leonyid Andrejev nyomán)
- 1929 – Csehov-filmalmanach (Чины и люди, «Чеховский альманах»)  (három rövidfilm  Csehov három elbeszéléséből; Mihail Doller közreműködésével)
- 1930 – Szent Jörgen ünnepe (Праздник святого Йоргена)  – Hangos változata: 1935, Harald Bergstedt dán író regénye alapján

Hangos filmek
- 1931 – Tommi / A páncélvonat (Томми)  – (Vszevolod Ivanov színművének egyik epizódja alapján)
- 1934 – Bábfigurák (Марионетки)  (Porfirij Podobed közreműködésével)
- 1936 – Hozomány nélküli menyasszony (Бесприданница)  – (Alekszandr Osztrovszkij színműve nyomán)
- 1936 – О странностях любви
- 1938 – Hetedik osztályosok (Семиклассники), ifjúsági film
- 1941 – A szabadság útján / Szalavat Julajev (Салават Юлаев)
- 1943 – A csendháborító (Насреддин в Бухаре)